# Poiana Lungă
Poiana Lungă románul: Poiana Lungă, falu Romániában, a Bánságban, Krassó-Szörény megyében.

## Fekvése
Bogoltény (Bogâltin) mellett fekvő település.

## Története
Poiana Lungă korábban Bogoltény (Bogâltin) része volt.
1956-ban 67 lakosa volt. Az 1966-os népszámláláskor 84 lakosából 83 román volt.
1977-ben 89, 1992-ben 88, 2002-ben pedig 53 román lakosa volt.